# Discografia de STAYC
A discografia de STAYC, um grupo feminino sul-coreano, consiste em dois extended plays, três single álbuns e 6 singles. O grupo fez sua estreia em 12 de novembro de 2020 com o single álbum Star To A Young Culture, liderado pelo single "So Bad". Em 23 de novembro de 2022 o grupo fez sua estreia no Japão com o single "POPPY".

## Álbum

### Full Álbum
| Título      | Detalhes                                                                                                   | Melhores posições nas tabelas | Vendas  | Certificados |
| Título      | Detalhes                                                                                                   | COR                           | Vendas  | Certificados |
| Coreano     | Coreano | Coreano                       | Coreano | Coreano      |
| ----------- | --- | ----------------------------- | ------- | ------------ |
| Metamorphic | - Lançamento: julho de 2024 - Gravadora: High Up Entertainment - Formatos: CD, download digital, streaming | 3                             |         |              |

### Extended plays
Lista de extended plays, com posições de tabelas selecionadas e vendas
| Título        | Detalhes | Melhores posições nas tabelas | Melhores posições nas tabelas | Melhores posições nas tabelas | Vendas                | Certificados |
| Título        | Detalhes | COR                           | JPN                           | TWA                           | Vendas                | Certificados |
| Coreano       | Coreano | Coreano                       | Coreano                       | Coreano                       | Coreano               | Coreano      |
| ------------- | --- | ----------------------------- | ----------------------------- | ----------------------------- | --------------------- | ------------ |
| Stereotype    | - Lançamento: 6 de setembro de 2021 - Gravadora: High Up Entertainment - Formatos: CD, download digital, streaming   | 2                             | 25                            | 13                            | - : 208.039 - : 3.294 |              |
| Young-Luv.com | - Lançamento: 21 de fevereiro de 2022 - Gravadora: High Up Entertainment - Formatos: CD, download digital, streaming | 1                             | 44                            | 8                             | : 258.572 : 1.002     | : Platina    |
| Teenfresh     | - Lançamento: 16 de agosto de 2023 - Gravadora: High Up Entertainment - Formatos: CD, download digital, streaming    | 3                             | —                             | 25                            | : 335.546             |              |

### Singleálbuns
| Título                  | Detalhes | Melhores posições nas tabelas | Melhores posições nas tabelas | Vendas      | Certificados |
| Título                  | Detalhes | COR                           | TWA                           | Vendas      | Certificados |
| Coreano                 | Coreano | Coreano                       | Coreano                       | Coreano     | Coreano      |
| ----------------------- | --- | ----------------------------- | ----------------------------- | ----------- | ------------ |
| Star to a Young Culture | - Lançamento: 12 de novembro de 2020 - Gravadora: High Up Entertainment - Formatos: CD, download digital, streaming  | 6                             | —                             | - : 70.262  |              |
| Staydom                 | - Lançamento: 8 de abril de 2021 - Gravadora: High Up Entertainment - Formatos: CD, download digital, streaming      | 9                             | —                             | - : 105.300 |              |
| We Need Love            | - Lançamento: 19 de julho de 2022 - Gravadora: High Up Entertainment - Formatos: CD, download digital, streaming     | 2                             | —                             | : 261.827   | : Platina    |
| Teddy Bear              | - Lançamento: 14 de fevereiro de 2023 - Gravadora: High Up Entertainment - Formatos: CD, download digital, streaming | 1                             | 23                            | : 408.214   | : Platina    |

## Single
| Título                                                                                   | Ano     | Melhores posições nas tabelas | Melhores posições nas tabelas | Melhores posições nas tabelas | Melhores posições nas tabelas | Melhores posições nas tabelas | Melhores posições nas tabelas | Melhores posições nas tabelas | Melhores posições nas tabelas | Melhores posições nas tabelas | Vendas     | Álbum                   |
| Título                                                                                   | Ano     | COR                           | COR                           | JPN                           | JPN                           | NZ                            | SGP                           | TWA                           | EUA                           | EUA                           | Vendas     | Álbum                   |
| Título                                                                                   | Ano     | Gaon                          | Hot                           | Oricon                        | Hot                           | NZ                            | SGP                           | TWA                           | World Digital Song            | Global Excl. US               | Vendas     | Álbum                   |
| Coreano                                                                                  | Coreano | Coreano                       | Coreano                       | Coreano                       | Coreano                       | Coreano                       | Coreano                       | Coreano                       | Coreano                       | Coreano                       | Coreano    | Coreano                 |
| ---------------------------------------------------------------------------------------- | ------- | ----------------------------- | ----------------------------- | ----------------------------- | ----------------------------- | ----------------------------- | ----------------------------- | ----------------------------- | ----------------------------- | ----------------------------- | ---------- | ----------------------- |
| "So Bad"                                                                                 | 2020    | 159                           | 82                            | —                             | —                             | —                             | —                             | —                             | 21                            | —                             |            | Star to a Young Culture |
| "ASAP"                                                                                   | 2021    | 9                             | 9                             | —                             | —                             | —                             | —                             | —                             | —                             | —                             |            | Staydom                 |
| "Stereotype" (색안경)                                                                    | 2021    | 27                            | 17                            | —                             | —                             | —                             | 22                            | 6                             | 16                            | —                             |            | Stereotype              |
| "RUN2U"                                                                                  | 2022    | 4                             | 3                             | —                             | —                             | 29                            | 22                            | 9                             | 9                             | 170                           |            | Young-Luv.com           |
| "Beautiful Monster"                                                                      | 2022    | 44                            | 19                            | —                             | —                             | —                             | 24                            | 45                            | —                             | —                             |            | We Need Love            |
| "Teddy Bear"                                                                             | 2023    | 4                             | 5                             | —                             | —                             | —                             | —                             | 10                            | —                             | —                             |            | Teddy Bear              |
| "Bubble"                                                                                 | 2023    | 11                            | 14                            | —                             | —                             | —                             | —                             | 13                            | —                             | —                             |            | Teenfresh               |
| "Cheeky Icy Thang"                                                                       | 2024    | 118                           | —                             | —                             | —                             | —                             | —                             | —                             | —                             | —                             |            | Metamorphic             |
| Japonês                                                                                  |         |                               |                               |                               |                               |                               |                               |                               |                               |                               |            |                         |
| "POPPY"                                                                                  | 2022    | —                             | —                             | 13                            | 99                            | —                             | —                             | 29                            | —                             | —                             | JP: 13.151 |                         |
| "Teddy Bear - Japanese Ver."                                                             | 2023    | —                             | —                             | 5                             | 45                            | —                             | —                             | —                             | —                             | —                             | JP: 14.807 |                         |
| "Lit"                                                                                    | 2023    | —                             | —                             | 3                             | 93                            | —                             | —                             | —                             | —                             | —                             | JP: 9.733  |                         |
| "MEOW"                                                                                   | 2024    |                               |                               |                               |                               |                               |                               |                               |                               |                               |            |                         |
| "—" indica lançamentos que não figuraram nas paradas ou não foram lançados nessa região. |         |                               |                               |                               |                               |                               |                               |                               |                               |                               |            |                         |

## Trilha Sonora
| Título                                                                                   | Ano  | Melhores posições nas tabelas | Álbum                                            |
| Título                                                                                   | Ano  | COR                           | Álbum                                            |
| ---------------------------------------------------------------------------------------- | ---- | ----------------------------- | ------------------------------------------------ |
| "STAR"                                                                                   | 2022 | 170                           | Our Blues, Pt.8 (Original Television Soundtrack) |
| "—" indica lançamentos que não figuraram nas paradas ou não foram lançados nessa região. |      |                               |                                                  |

## Outras canções cartografadas
| Título                                                                                   | Ano  | Melhores posições nas tabelas | Melhores posições nas tabelas | Melhores posições nas tabelas | Álbum         |
| Título                                                                                   | Ano  | COR                           | COR                           | TWA                           | Álbum         |
| Título                                                                                   | Ano  | Gaon                          | Hot                           | TWA                           | Álbum         |
| ---------------------------------------------------------------------------------------- | ---- | ----------------------------- | ----------------------------- | ----------------------------- | ------------- |
| "So What"                                                                                | 2021 | —                             | —                             | —                             | Staydom       |
| "Love Fool" (사랑은 원래 이렇게 아픈 건가요)                                             | 2021 | —                             | —                             | —                             | Staydom       |
| "I'll Be There"                                                                          | 2021 | —                             | —                             | —                             | Stereotype    |
| "Slow Down"                                                                              | 2021 | —                             | —                             | —                             | Stereotype    |
| "Complex"                                                                                | 2021 | —                             | —                             | —                             | Stereotype    |
| "Same Same"                                                                              | 2022 | —                             | —                             | —                             | Young-Luv.com |
| "247"                                                                                    | 2022 | —                             | —                             | —                             | Young-Luv.com |
| "Young Luv"                                                                              | 2022 | —                             | —                             | —                             | Young-Luv.com |
| "Butterfly"                                                                              | 2022 | —                             | —                             | —                             | Young-Luv.com |
| "I Want You Baby"                                                                        | 2022 | —                             | —                             | —                             | Young-Luv.com |
| "I Like It"                                                                              | 2022 | —                             | —                             | —                             | We Need Love  |
| "Love"                                                                                   | 2022 | —                             | —                             | —                             | We Need Love  |
| "RUN2U (TAK Remix)"                                                                      | 2022 | —                             | —                             | —                             | We Need Love  |
| "Poppy (Korean Ver.)"                                                                    | 2023 | 19                            | 12                            | 15                            | Teddy Bear    |
| "Not Like You"                                                                           | 2023 | —                             | —                             | —                             | TEENFRESH     |
| "I Wanna Do"                                                                             | 2023 | —                             | —                             | —                             | TEENFRESH     |
| "Be Mine"                                                                                | 2023 | —                             | —                             | —                             | TEENFRESH     |
| "Bubble (English Ver.)"                                                                  | 2023 | —                             | —                             | —                             | TEENFRESH     |
| "Bubble (Sped Up) (English Ver.)"                                                        | 2023 | —                             | —                             | —                             | TEENFRESH     |
| "1 Thing"                                                                                | 2024 | —                             | —                             | —                             | Metamorphic   |
| "Stay WITH ME"                                                                           | 2024 | —                             | —                             | —                             | Metamorphic   |
| "Tweenty"                                                                                | 2024 | —                             | —                             | —                             | Metamorphic   |
| "Flexing On My Ex"                                                                       | 2024 | —                             | —                             | —                             | Metamorphic   |
| "Fakin' (Sumin & Yoon)"                                                                  | 2024 | —                             | —                             | —                             | Metamorphic   |
| "Let Me Know"                                                                            | 2024 | —                             | —                             | —                             | Metamorphic   |
| "Give It 2 Me"                                                                           | 2024 | —                             | —                             | —                             | Metamorphic   |
| "Trouble Maker"                                                                          | 2024 | —                             | —                             | —                             | Metamorphic   |
| "Find (Sieun & Seeun & J)"                                                               | 2024 | —                             | —                             | —                             | Metamorphic   |
| "Beauty Bomb"                                                                            | 2024 | —                             | —                             | —                             | Metamorphic   |
| "Nada"                                                                                   | 2024 | —                             | —                             | —                             | Metamorphic   |
| "Gummy Bear"                                                                             | 2024 | —                             | —                             | —                             | Metamorphic   |
| "Roses (Isa)"                                                                            | 2024 | —                             | —                             | —                             | Metamorphic   |
| "—" indica lançamentos que não figuraram nas paradas ou não foram lançados nessa região. |      |                               |                               |                               |               |

## Videografia

### Vídeo Clipes
| Ano  | Título                                  | Diretor(es)                        | Ref.   |
| ---- | --------------------------------------- | ---------------------------------- | ------ |
| 2020 | "So Bad"                                | Minjun Lee, Hayoung Lee (MOSWANTD) | [ 32 ] |
| 2021 | "ASAP"                                  | Samin Han (Dextor-Lab)             | [ 33 ] |
| 2021 | "Stereotype"                            | Woogie Kim (MOTHER)                | [ 34 ] |
| 2022 | "RUN2U"                                 | Woogie Kim (MOTHER)                | [ 35 ] |
| 2022 | "Beautiful Monster"                     | Flexible Picture                   | [ 36 ] |
| 2022 | "POPPY"                                 | NOVV KIM (NOVV)                    |        |
| 2023 | "Poppy (Korean Ver.)" Performance Video | NOVV KIM (NOVV)                    |        |
| 2023 | "Teddy Bear"                            | NOVV KIM (NOVV)                    |        |
| 2023 | "Teddy Bear - Japanese Ver."            |                                    |        |
| 2023 | "Bubble"                                |                                    |        |
| 2023 | "Lit"                                   |                                    |        |